# 徐英 (成化進士)
徐英（1434年—？），字文華，直隸廣平府永年縣人，明朝政治人物。進士出身。

## 生平
順天府鄉試第十名。成化二年（1466年）丙戌科會試第二百名，殿試登進士第三甲第一百零八名。

## 家族
曾祖父徐謙，曾任晉府伴讀。祖父徐瑄，贈戶部郎中。父亲徐敬，曾任福建右參政。